# Hantzsch–Widman-nevezéktan
A Hantzsch–Widman-nevezéktan egyike a rendszeres kémiai nevezéktanoknak, a tíznél nem több atomból álló heterociklusos alapvegyületek elnevezési szabályait írja le.
Néhány gyakoribb heterociklusos vegyület neve megtartott név, mely nem követi a Hantzsch–Widman névadási sémát.
A Hantzsch–Widman-nevezéktant Arthur Hantzsch német és Oskar Widman svéd kémikusról nevezték el, akik 1887-ben, illetve 1888-ban egymástól függetlenül hasonló módszereket javasoltak a heterociklusos vegyületek elnevezésére. Ez a nevezéktan az alapja számos triviális névnek, például a dioxinnak vagy a benzodiazepinnek.
A Hantzsch–Widman név mindig tartalmaz egy előtagot, amely a gyűrűben levő heteroatom típusát adja meg, és egy névtövet, mely a gyűrűt alkotó atomok számát jelzi, illetve azt is megadja, hogy van-e kettős kötés a vegyületben. A névben egynél több előtag is előfordulhat, ha a gyűrűben többféle heteroatom is található. Ha ugyanazon típusú heteroatomból több is található a gyűrűben, akkor azt sokszorozó előtag jelzi, a különböző atomok egymáshoz képesti helyzetét pedig helyzetszámmal adják meg. A Hantzsch–Widman nevek a szerves kémiai nevezéktan más rendszereivel is kombinálhatók, így például a szubsztitúciós viszonyok vagy a kondenzált gyűrűk is jelölhetők.

## Előtagok
| elem     | előtag  | vegy- érték |           | elem    | előtag | vegy- érték |
| -------- | ------- | ----------- | --------- | ------- | ------ | ----------- |
| fluor    | fluora  | 1           | arzén     | arza    | 3      |             |
| klór     | klora   | 1           | antimon   | sztiba  | 3      |             |
| bróm     | broma   | 1           | bizmut    | bizma   | 3      |             |
| jód      | joda    | 1           | szilícium | szila   | 4      |             |
| oxigén   | oxa     | 2           | germánium | germa   | 4      |             |
| kén      | tia     | 2           | ón        | sztanna | 4      |             |
| szelén   | szelena | 2           | ólom      | plumba  | 4      |             |
| tellúr   | tellura | 2           | bór       | bora    | 3      |             |
| nitrogén | aza     | 3           | higany    | merkura | 2      |             |
| foszfor  | foszfa  | 3           |           |         |        |             |

A Hantzsch–Widman előtag jelzi a gyűrűben található heteroatom(ok) típusát. Ha egynél többféle heteroatom van a gyűrűben, akkor az elsőbbségi sorban előrébb állót adjuk meg először. Például az (oxigént jelölő) „oxa” előtag a névben mindig megelőzi a (nitrogént jelölő) „aza” előtagot. Az elsőbbségi sor ugyanaz, mint amelyet a szubsztitúciós nevezéktan alkalmaz, de a Hantzsch–Widman-nevezéktan használatát csak a heteroatomok korlátozottabb körére javasolják (lásd alább).
Az előtagok mindegyike „a”-ra végződik: a Hantzsch–Widman-nevezéktanban (de nem a heterociklusok elnevezésének néhány más módszere esetén) az előtag végi „a”-t kihagyjuk, ha az előtagot magánhangzó követi.
A heteroatomról a név megalkotása során feltételezzük, hogy kötésszáma (vegyértéke) a szerves vegyületekre megadott standard kötésszámmal azonos. A halogének standard kötésszáma egy, ezért a heteroatomként halogént tartalmazó gyűrűknek formálisan pozitív töltéssel kell rendelkezniük. Elméletileg lambda-nómenklatúrával jelölhető, ha a heteroatomok vegyértéke nem a standard érték, de a gyakorlatban ezt ritkán használják.

## Névtövek
A névtövek választása meglehetősen összetett és nincs teljesen szabványosítva. A fő szempontok az alábbiak:
- a gyűrűt alkotó összes – szén- és hetero- – atom száma („gyűrűtagszám”)
- van-e kettős kötés
- a heteroatomok természete

Megjegyzések a táblázathoz
1. a heteroatomok elsőbbségi sora: F, Cl, Br, I, O,  S,  Se,  Te,  N,  P,  As,  Sb,  Bi,  Si,  Ge,  Sn,   Pb,  B,  Al, Ga,  In,  Tl,  Hg.
2. a zárójelben szereplő nevek a végződés azon esetét tartalmazzák, amikor nitrogén is található a vegyületben.

| Gyűrűméret | Gyűrűméret                 | Telített        | Telítetlen    |
| ---------- | -------------------------- | --------------- | ------------- |
| 3          | 3                          | -irán (-iridin) | -irén (-irin) |
| 4          | 4                          | -etán (-etidin) | -et           |
| 5          | 5                          | -olán (-olidin) | -ol           |
| 6A         | O, S, Se, Te; Bi, Hg       | -án             | -in           |
| 6B         | N; Si, Ge, Sn, Pb          | -inán           | -in           |
| 6C         | B; F, Cl, Br, I; P, As, Sb | -inán           | -in           |
| 7          | 7                          | -epán           | -epin         |
| 8          | 8                          | -okán           | -ocin         |
| 9          | 9                          | -onán           | -onin         |
| 10         | 10                         | -ekán           | -ecin         |

## Példa: az atomok számozása
A gyűrű 5 atomból áll, telítetlen, két kén- és egy nitrogénatomot tartalmaz.
Az előtagok táblázatában a kén előbb van, mint a nitrogén, előtagja tia. A nitrogén előtagja aza. Ebből a vegyület nevének közepe: di-tia-aza. A tia-t magánhangzó követi, ezért az a végződését elhagyjuk: ditiaza.
Az 5 atomos telítetlen gyűrűk névtöve ol: ditiaza-ol. Az aza a-ját is elhagyva a vegyület neve: ditiazol.
Ha azt is meg akarjuk adni, melyik heteroatom hol helyezkedik el a gyűrűben, az atomokat számozni kell. Az 1-es számot az előbb már használt sorrend miatt valamelyik kén kapja. A második szám a másik kénatom, a harmadik a nitrogén helyzetszámát fogja megadni.
A bal oldali kénnel kezdve a számozást, a helyzetszámok: 1,4,2. Azért ebbe az irányba haladunk a gyűrűben, mert erre van közelebb szubsztituens. A másik kénatommal kezdve a számozást: 1,3,4 vagy 1,4,3. A három lehetőségből azt választjuk, amelyikben a legkisebbek a számok, ez az 1,4,2. (Az 1,3,4 és 1,4,3 közül az előbbit választottuk volna, mert a második szám kisebb benne.)
A vegyület neve tehát a Hantzsch–Widman nómenklaturában: 1,4,2-ditiazol.

## Példa: gyűrűhöz kapcsolódó hidrogénatomok
Ha egy maximális számú nem kumulált kettős kötést tartalmazó gyűrűben vannak olyan atomok, melyek gyűrűbeli szomszédjaikhoz egyes kötéssel kapcsolódnak, és hozzájuk hidrogén is kapcsolódik, azokat a vegyület nevének elején a sorszámuk utáni dőlt betűs H előtaggal jelezzük. Ezek lehetnek telített szénatomok vagy legalább három vegyértékű heteroatomok.
Példa:

2H-1,4-tiazin

4H-1,4-tiazin

|  |  | A két vegyület az egyik kettős kötés helyében különbözik egymástól. Mindkettő összegképlete C4H5NS, azaz izomerek. A lehető legtöbb nem szomszédos kettős kötést tartalmazzák, a kénatom ui. két vegyértékű a nevezéktanban. A számozást és az előtagokat itt is a kénnel kezdjük. A 6 atomos névtöveknél az S a 6A, az N a 6B sorban van, és az utolsó sor számít. A gyűrű névtöve tehát in: tia-aza-in. A tövek a-ját elhagyva, és a heteroatomok helyét feltüntetve mindkét vegyület neve 1,4-tiazin. A bal gyűrűben a 2-es szénatomhoz kapcsolódik hidrogén, a többi szénatom telítetlen. A bal vegyület neve így 2H-1,4-tiazin. A jobb gyűrűben a „fölös” hidrogénatom a nitrogénhez kapcsolódik, melynek gyűrűbeli atomszáma 4. A jobb vegyület neve így 4H-1,4-tiazin. |

## Fordítás
Ez a szócikk részben vagy egészben  a   Hantzsch–Widman nomenclature című angol Wikipédia-szócikk ezen változatának fordításán alapul.  Az eredeti cikk szerkesztőit annak laptörténete sorolja fel. Ez a jelzés csupán a megfogalmazás eredetét és a szerzői jogokat jelzi, nem szolgál a cikkben szereplő információk forrásmegjelöléseként.